# Fuck

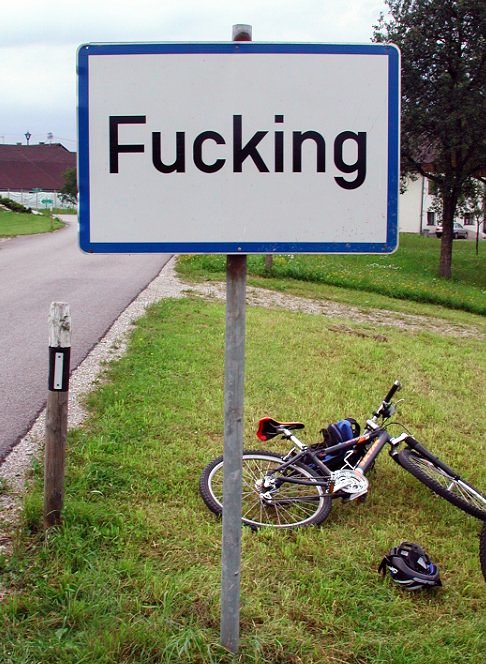
Часто воруемый дорожный знак при въезде в австрийскую деревню Фуккинг

Fuck ([fʌk]) — обсценное английское слово, которое в глагольной форме обозначает «иметь половое сношение». Может использоваться в других грамматических формах (наречие, прилагательное, существительное, междометие) при описании неприятного человека или события. Прилагательное fucking иногда употребляется в речи для усиления экспрессивности. Употребление fuck считается непристойным и расценивается как оскорбление в официальных, политических и культурных кругах. С другой стороны, данное слово может быть воспринято спокойно и даже ожидаемо в неформальном общении, или же в либерально настроенных культурных группах.
До сих пор неизвестно, всегда ли слово fuck считалось вульгарным. А если не всегда, то когда оно впервые стало употребляться для описания (часто в крайне сердитой, враждебной и даже агрессивной манере) негативных или неприятных обстоятельств или же для намеренного оскорбления людей, как в слове motherfucker. Принято считать, что до XVII века слово было вполне приемлемо, тем более если учитывать его происхождение.
Корень fuck может служить основой для образования существительных, глаголов, наречий и прилагательных (например, motherfucker — «тот, кто трахал свою мать», русский примерный эквивалент — междометие «твою мать»). Также возможно образование различных фразовых глаголов.

## Этимология
Принято считать, что слово fuck имеет англо-саксонское происхождение.

### Блохи, мухи и монахи
Считается, что впервые слово встречается в зашифрованном виде в макароническом стихотворении, написанном незадолго до 1500 года, в котором смешиваются латинский и английский языки. Стихотворение озаглавлено «Flen flyys» и представляет собой сатиру монашеского ордена кармелитов в Кембридже. Название произведения взято из первой строчки Flen, flyys, and freris (Блохи, мухи и монахи). Строка, в которой встречается слово fuck, звучит как Non sunt in coeli, quia gxddbov xxkxzt pg ifmk. Если убрать подстановочный шифр во второй части строки, то получится non sunt in coeli, quia fvccant vvivys of heli, что на современном английском языке выглядит как they are not in heaven because they fuck wives of Ely (дословно: «они не на небесах, потому что сношают женщин Или» (город недалеко от Кембриджа, центр одной из крупных английских епархий)). Fvccant представляет собой псевдолатинское слово с английским корнем и латинским окончанием множественного числа третьего лица (причём до этого слова в строчке идут латинские слова, а после него — английские, так что переход с языка на язык происходит прямо внутри слова, что усиливает языковую игру). Причиной шифровки стихотворения было резкое осуждение поведения священнослужителей. Поэтому неизвестно, в какой степени приемлемым было значение fuck в то время.
Существует расхожая городская легенда о том, что слово fuck образовалось из средневековой аббревиатуры «Блуд по разрешению короля» (англ. Fornication Under Consent of the King). В различных вариациях истории либо король выдавал подданным разрешения на занятие сексом, которые вывешивались на дверях домов; либо призывал заниматься сексом после чумы, опустошившей страну; либо средневековые проститутки или, в другом варианте, заключённые, обвинённые за сексуальные преступления, обязаны были носить клеймо с подобным текстом. Все эти истории не соответствуют действительности.

### Дарственная грамота
Дарственная грамота, по которой Оффа (король Мерсии) даровал священнику землю в Бексхилле, графство Сассекс, содержала следующий текст:

И облагаемые налогом земли в отдалении от Бексли в тех местах, что носят имена: Барнхорн 3 надела, Виртлсгем 1, Иббангирст 1, Кроухурст 8, Хригс 1, Джиллингем 2, Факергем 7 и Блэкбрук 1, Иклсгем 3.
Оригинальный текст (англ.)Þonne syndon þa gauolland þas utlandes into Bexlea in hiis locis qui appellantur hiis nominibus: on Berna hornan .iii. hida, on Wyrtlesham .i., on Ibbanhyrste .i., on Croghyrste .viii., on Hrigce .i., on Gyllingan .ii., on Fuccerham 7 and on Blacanbrocan .i., on Ikelesham .iii.

### Германское происхождение
Слово fuck имеет соответствия в других языках германской группы: в немецком ficken «иметь половые сношения», в голландском fokken «размножаться», в норвежском fukka «иметь половые сношения», в шведском fucka «иметь половые сношения» и fuck «пенис».
Эти совпадения указывают на возможные этимологические связи с общегерманской морфемой fuk- при применении закона Гримма, и далее на индоевропейскую морфему pug-, относящуюся к латинскому и греческому языку в значении «драка», «кулак» и производным этих слов. Впоследствии слово стало употребляться в сленге или как эвфемизм для intercourse («половые сношения»).